# José Luis Díez y Pérez de Muñoz
José Luis Díez y Pérez de Muñoz (Jerez de la Frontera, Cádiz, 1851 - Puerto Real, Cádiz, 1887) fue un ilustre marino español nacido en Jerez de la Frontera en 1851 y fallecido en Puerto Real en 1887. Era nieto de José Díez Imbrechts, escritor, industrial y pionero del ferrocarril en España. Era descendiente del Solar de Valdeosera (La Rioja) y de la Casa de Elgueta.

## Biografía

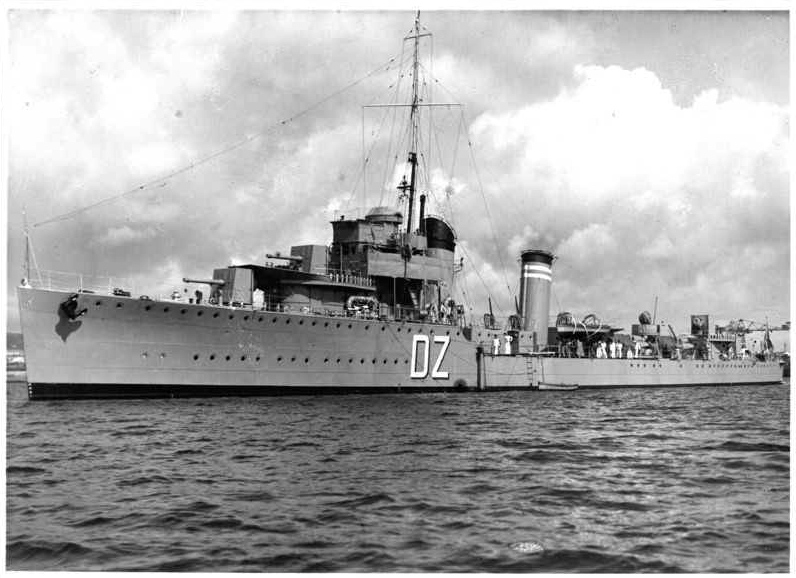
Destructor José Luis Díez, de la Armada republicana

Teniente de navío, participó en la guerra de Cuba, en la defensa del arsenal de la Carraca contra los amotinados, volvió a Cuba y después amplió estudios en el Observatorio de San Fernando, pasando a ser profesor de la Escuela Naval. 
Representó a España en la Exposición de Electricidad de Viena, concediéndosele por Austria la Cruz de Hierro. Instaló el sistema eléctrico del arsenal del Ferrol, mereciendo la Cruz del Mérito Naval. Profesor de Química en la Escuela de Oficiales de la Armada, colaboró en el proyecto del Submarino Peral.
La Armada Española tuvo el destructor José Luis Díez (JD), en honor a José Luis Díez y Pérez de Muñoz. Este destructor perteneció a la Clase Churruca que participó en la guerra civil española en el bando republicano.
El destructor recibió su abanderamiento en San Fernando (Cádiz), el 27 de marzo de 1930, en presencia de la hija de José Luis Díez, Josefina Díez Lassaletta.
Una conocida batalla naval de la guerra civil española lleva el nombre de Batalla del "José Luis Díez".